# El espejo de la bruja (película)
El espejo de la bruja es una película de terror sobrenatural mexicana de 1962, dirigida por Chano Urueta, y escrita por Alfredo Ruanova y Carlos Enrique Taboada. El filme cuenta la historia de una bruja llamada Sara, que luego del asesinato de su ahijada Elena, hará todo lo posible por vengar su muerte.

## Argumento
Sara es una bruja que trabaja como ama de llaves en la casa de su ahijada Elena y de su esposo, el cirujano Eduardo. Mediante un espejo mágico con el que Sara puede ver el futuro, Elena descubre que Eduardo está planeando asesinarla para casarse con otra mujer. Sara intenta salvarla de la muerte con un conjuro, pero no logra evitar su destino. Al poco tiempo, Eduardo se vuelve a casar con Déborah, la mujer del espejo. Ambos se van a vivir a la casa que compartió con Elena, por lo que Sara le promete al alma de la joven que vengará su muerte con todos los medios mágicos que tenga a su alcance.

## Reparto
- Rosita Arenas como Déborah[2]
- Armando Calvo como Eduardo Ramos[3]
- Isabela Corona como Sara[3]
- Dina de Marco como Elena[4]
- Carlos Nieto como Gustavo[3]
- Alfredo Wally Barrón como inspector[3]